# Sport Club Corinthians Paulista no futebol internacional

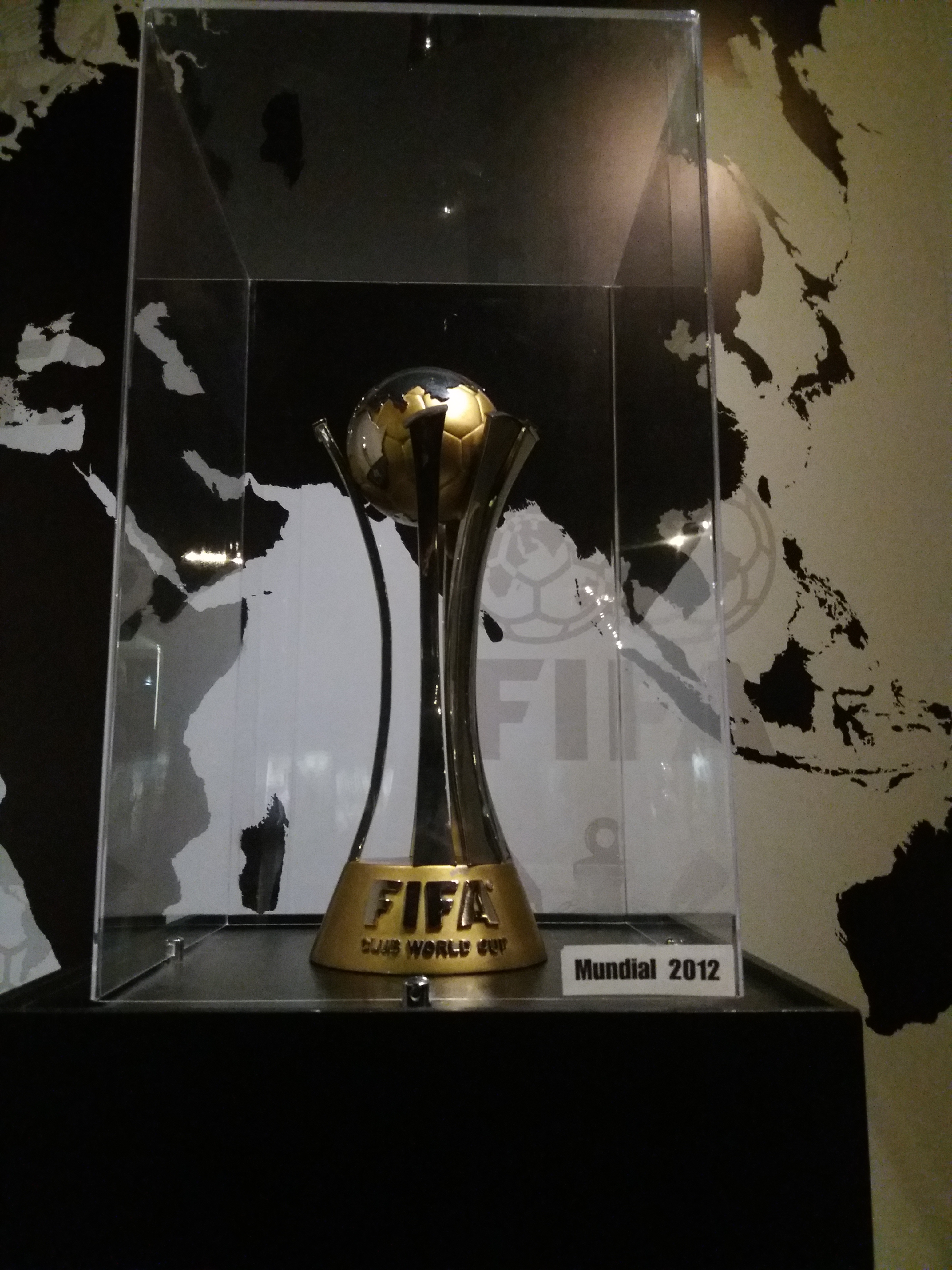
Taça da Copa do Mundo de Clubes da FIFA, troféu que o Corinthians já venceu duas vezes, em 2000 e 2012.

O Sport Club Corinthians Paulista, clube de futebol sediado em São Paulo, é uma das equipes brasileiras bem sucedidas em competições oficiais internacionais interclubes. Os corintianos conquistaram dois títulos da Copa do Mundo de Clubes da FIFA (em 2000 e 2012), um título da Copa Libertadores da América (em 2012) e uma Recopa Sul-Americana (em 2013).
Sua primeira participação em competições internacionais foi em 1977, quando se classificou para a 18ª edição da Copa Libertadores. Outras estreias em torneios da Confederação Sul-Americana de Futebol incluem a Copa Conmebol de 1994, a edição inaugural da Copa Mercosul de 1998 e a Copa Sul-Americana de 2003. Em competições de clubes da FIFA, estreou no Mundial de Clubes de 2000, do qual se tornou o primeiro time vencedor.
Campeão continental de 2012, disputou sua segunda Copa do Mundo de Clubes e sua primeira Recopa Sul-Americana, tendo erguido ambos troféus nessas aparições. Até 2012, o Corinthians era o único dos "Quatro Grandes" de São Paulo a vencer a principal competição de clubes da América do Sul - Santos, São Paulo e Palmeiras haviam vencido a Libertadores pela primeira vez em 1962, 1992 e 1999 respectivamente. Tornou-se ainda o nono clube do futebol brasileiro a alcançar este patamar, desde o Santos, o Cruzeiro, o Flamengo, o Grêmio, o São Paulo, o Vasco da Gama, o Palmeiras e o Internacional.

## História

### Primeiras participações (1977–1999)

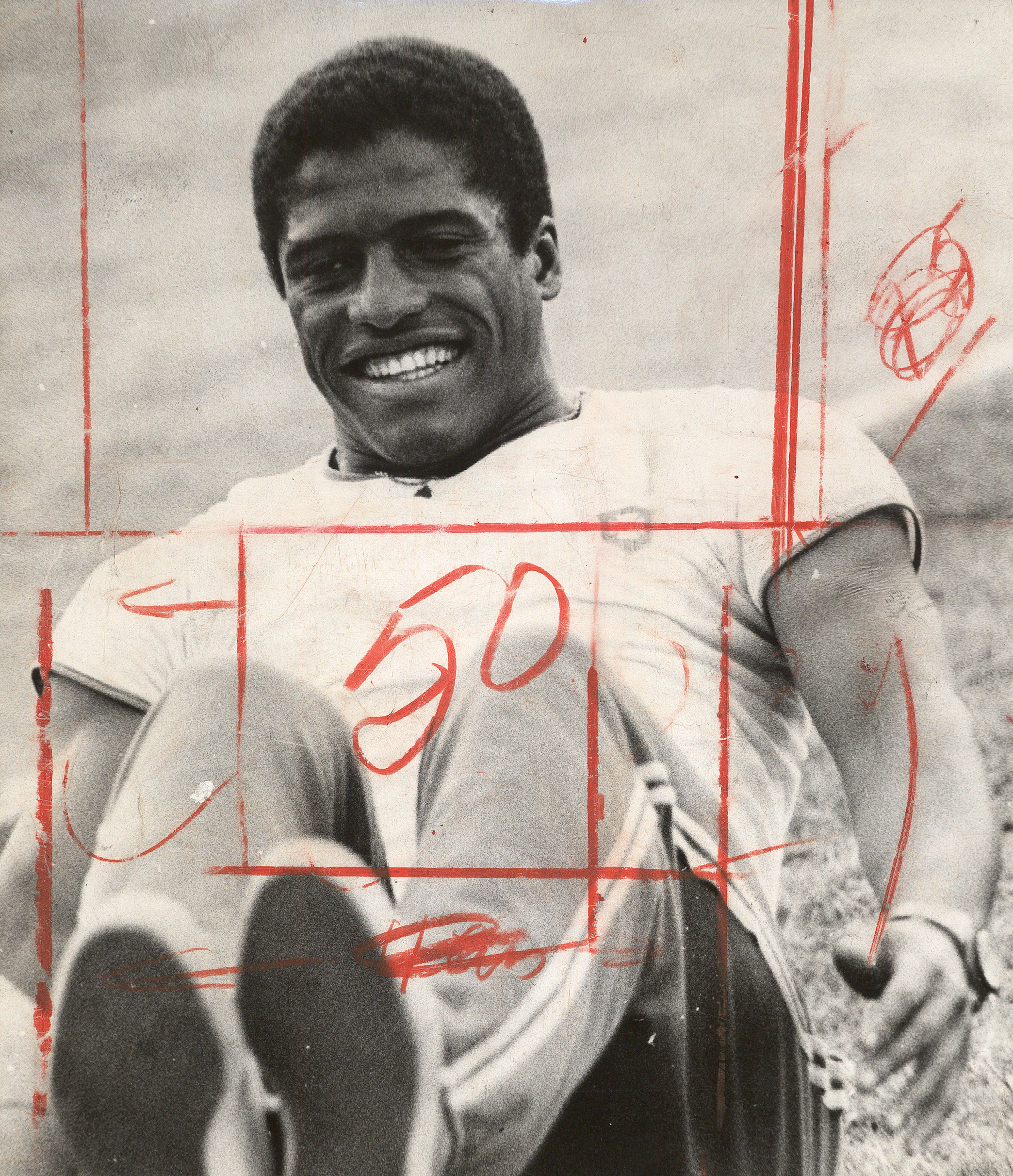
Zé Maria (foto) é o autor do primeiro gol em partidas oficiais internacionais da história do Corinthians.

O Corinthians participou pela primeira vez em competições internacionais de clubes em 1977, quando se classificou para a fase de grupos da Taça Libertadores como vice-campeão do campeonato brasileiro do ano anterior. Nessa fase, a equipe enfrentou o Internacional — clube que havia superado os corintianos quatro meses antes na decisão nacional — mais os equatorianos El Nacional e Deportivo Cuenca. No empate em 1–1 na estreia diante dos colorados no Morumbi, o lateral-direito Zé Maria abriu o placar para os paulistas aos 15 minutos do primeiro tempo, enquanto Vacaria empatou para os gaúchos aos 11 minutos da etapa final. Em seguida, o time comandado por Oswaldo Brandão foi derrotado duas vezes no Equador por 2–1 e sofreu um revés diante para o então campeão brasileiro por 1–0. Já sem possibilidades de avançar para a etapa seguinte, os alvinegros conquistaram no Estádio Paulo Machado de Carvalho as duas primeiras vitórias corintianas na Libertadores ante os representantes equatorianos e enceraram sua primeira participação no torneio continental em terceiro lugar em sua chave.
Após um hiato de 14 anos, o Corinthians participou de sua Libertadores na temporada 1991, desta vez na condição de campeão nacional de 1990. Liderado pelo ídolo Neto, o clube disputou a fase de grupos com o Flamengo e os uruguaios Nacional de Montevidéu e Bella Vista. Mesmo com uma campanha idêntica aos bolsilludos, os alvinegros conquistaram o segundo lugar na chave por terem marcado um gol fora no confronto direto e, portanto, enfrentaria o Boca Juniors nas oitavas-de-final. Após uma derrota por 3–1 no Estádio La Bombonera, o time dirigido por Nelsinho Baptista empatou em 1–1 no Morumbi com 65 791 torcedores e se despediu do certame. Depois de duas temporadas depois, o Corinthians participou de sua primeira Copa Conmebol em 1994. Na ocasião, a equipe dirigida por Jair Pereira foi superado pelo São Paulo em disputa por pênaltis após uma vitória para cada rival. O alvinegro do Parque São Jorge regressou a este torneio um ano depois, mas tombou nas quartas-de-final diante do América de Cali.
Tendo conquistado o título da Copa do Brasil de 1995, o Corinthians se qualificou para disputar pela terceira uma Libertadores no ano seguinte. Treinado por Eduardo Amorim e contando com nomes como Marcelinho Carioca, Souza e Edmundo no elenco, o alvinegro do Parque São Jorge fez uma boa campanha em sua chave — composta por Universidad de Chile, Botafogo e Universidad Católica — e terminou em primeiro lugar. Nas oitavas-de-final, a equipe venceu duas vezes o CD Espoli e alcançou as quartas-de-final pela primeira vez em sua história. O jogo contra o Grêmio, então defensor do título continental, era considerada uma "decisão antecipada" para os corintianos. A derrota por 3–0 em pleno Pacaembu deixou o Corinthians em uma situação complicada para a segunda partida em Porto Alegre. Apesar da vitória por 1–0 no Estádio Olímpico Monumental, o clube paulista foi eliminado no placar agregado. Dois anos depois, o clube participou da primeira edição da Copa Mercosul, mas a péssima campanha na primeira fase culminou em desclassificação antecipada.
Campeão nacional pela segunda vez de 1998, o Corinthians conquistou uma vaga na Libertadores do ano seguinte. Em fevereiro, Evaristo de Macedo foi contratado para comandar o clube na disputa do principal torneio interclubes sul-americano. Na primeira fase, a equipe enfrentou os paraguaios Cerro Porteño e Olimpia e do rival Palmeiras. Tendo em seu elenco atletas como Gamarra, Vampeta, Freddy Rincón, Ricardinho, Marcelinho Carioca, Edílson e Fernando Baiano, os corintianos conquistaram quatro vitórias e um empate em seis jogos e terminaram em primeiro lugar na fase de grupos. Um dos destaques dessa campanha foi a goleada sobre o Club Cerro Porteño por 8–2 — com cinco gols anotados por Fernando Baiano. Apesar de vencer o Jorge Wilstermann nas oitavas-de-final, atritos com dirigentes e a torcida levaram Macedo a pedir demissão a três dias do duelo contra o Palmeiras pelas quartas-de-final. O interino Oswaldo de Oliveira comandou o time nos dois duelos decisivos no Morumbi. Embora tenha arrematado mais de 30 finalizações ao gol adversário, o Corinthians saiu de campo derrotado por 2–0 na primeira partida. A vitória corintiana por 2–0 no segundo duelo levou à disputa por pênaltis. Contudo, Dinei e Vampeta desperdiçaram suas cobranças, e os alvinegros foram eliminados por 4–2. Ainda naquela temporada, o clube participou de sua segunda Copa Mercosul, onde foi eliminado nas quartas-de-final pelo San Lorenzo de Almagro.
| Partidas oficiais do Sport Club Corinthians Paulista em competições internacionais (1977–1999)                                                         | Partidas oficiais do Sport Club Corinthians Paulista em competições internacionais (1977–1999) | Partidas oficiais do Sport Club Corinthians Paulista em competições internacionais (1977–1999) | Partidas oficiais do Sport Club Corinthians Paulista em competições internacionais (1977–1999) | Partidas oficiais do Sport Club Corinthians Paulista em competições internacionais (1977–1999) | Partidas oficiais do Sport Club Corinthians Paulista em competições internacionais (1977–1999) | Partidas oficiais do Sport Club Corinthians Paulista em competições internacionais (1977–1999) | Partidas oficiais do Sport Club Corinthians Paulista em competições internacionais (1977–1999) |
| Temporada | Competição                                                                                     | Fase                                                                                           | Oponente                                                                                       | Mandante                                                                                       | Fora                                                                                           | Agg.                                                                                           | Ref.                                                                                           |
| --- | ---------------------------------------------------------------------------------------------- | ---------------------------------------------------------------------------------------------- | ---------------------------------------------------------------------------------------------- | ---------------------------------------------------------------------------------------------- | ---------------------------------------------------------------------------------------------- | ---------------------------------------------------------------------------------------------- | ---------------------------------------------------------------------------------------------- |
| 1977 | Copa Libertadores                                                                              | FGr                                                                                            | SC Internacional                                                                               | 1–1                                                                                            | 0–1                                                                                            | 3º                                                                                             |                                                                                                |
| 1977 | Copa Libertadores                                                                              | FGr                                                                                            | El Nacional                                                                                    | 3–0                                                                                            | 1–2                                                                                            | 3º                                                                                             |                                                                                                |
| 1977 | Copa Libertadores                                                                              | FGr                                                                                            | CD Cuenca                                                                                      | 4–0                                                                                            | 1–2                                                                                            | 3º                                                                                             |                                                                                                |
| 1991 | Copa Libertadores                                                                              | FGr                                                                                            | Flamengo                                                                                       | 0–2                                                                                            | 1–1                                                                                            | 2º                                                                                             |                                                                                                |
| 1991 | Copa Libertadores                                                                              | FGr                                                                                            | Bella Vista                                                                                    | 4–1                                                                                            | 1–1                                                                                            | 2º                                                                                             |                                                                                                |
| 1991 | Copa Libertadores                                                                              | FGr                                                                                            | Nacional de Montevideo                                                                         | 0–0                                                                                            | 1–1                                                                                            | 2º                                                                                             |                                                                                                |
| 1991 | Copa Libertadores                                                                              | 8ºs                                                                                            | Boca Juniors                                                                                   | 1–1                                                                                            | 1–3                                                                                            | 2–4                                                                                            |                                                                                                |
| 1994 | Copa CONMEBOL                                                                                  | 8ºs                                                                                            | Vitória                                                                                        | 3–2                                                                                            | 1–1                                                                                            | 4–3                                                                                            |                                                                                                |
| 1994 | Copa CONMEBOL                                                                                  | QF                                                                                             | Minervén                                                                                       | 6–0                                                                                            | 5–2                                                                                            | 11–2                                                                                           |                                                                                                |
| 1994 | Copa CONMEBOL                                                                                  | SF                                                                                             | São Paulo FC                                                                                   | 3–4                                                                                            | 3–2                                                                                            | 6–6 (4–5 p)                                                                                    |                                                                                                |
| 1995 | Copa CONMEBOL                                                                                  | 8ºs                                                                                            | Ceará                                                                                          | 2–2                                                                                            | 1–1                                                                                            | 3–3 (7–6 p)                                                                                    |                                                                                                |
| 1995 | Copa CONMEBOL                                                                                  | QF                                                                                             | América de Cali                                                                                | 2–1                                                                                            | 1–3                                                                                            | 3–4                                                                                            |                                                                                                |
| 1996 | Copa Libertadores                                                                              | FGr                                                                                            | Botafogo                                                                                       | 3–0                                                                                            | 1–1                                                                                            | 1º                                                                                             |                                                                                                |
| 1996 | Copa Libertadores                                                                              | FGr                                                                                            | Universidad Católica                                                                           | 3–1                                                                                            | 3–2                                                                                            | 1º                                                                                             |                                                                                                |
| 1996 | Copa Libertadores                                                                              | FGr                                                                                            | Universidad de Chile                                                                           | 3–1                                                                                            | 0–1                                                                                            | 1º                                                                                             |                                                                                                |
| 1996 | Copa Libertadores                                                                              | 8ºs                                                                                            | Espoli                                                                                         | 2–0                                                                                            | 3–1                                                                                            | 5–1                                                                                            |                                                                                                |
| 1996 | Copa Libertadores                                                                              | QF                                                                                             | Grêmio                                                                                         | 0–3                                                                                            | 1–0                                                                                            | 1–3                                                                                            |                                                                                                |
| 1998 | Copa Mercosul                                                                                  | FGr                                                                                            | Olimpia                                                                                        | 1–2                                                                                            | 2–2                                                                                            | 3º                                                                                             |                                                                                                |
| 1998 | Copa Mercosul                                                                                  | FGr                                                                                            | Racing Avellaneda                                                                              | 1–2                                                                                            | 0–1                                                                                            | 3º                                                                                             |                                                                                                |
| 1998 | Copa Mercosul                                                                                  | FGr                                                                                            | Peñarol                                                                                        | 1–1                                                                                            | 2–0                                                                                            | 3º                                                                                             |                                                                                                |
| 1999 | Copa Libertadores                                                                              | FGr                                                                                            | Palmeiras                                                                                      | 2–1                                                                                            | 0–1                                                                                            | 1º                                                                                             |                                                                                                |
| 1999 | Copa Libertadores                                                                              | FGr                                                                                            | Cerro Porteño                                                                                  | 8–2                                                                                            | 0–3                                                                                            | 1º                                                                                             |                                                                                                |
| 1999 | Copa Libertadores                                                                              | FGr                                                                                            | Olimpia                                                                                        | 4–0                                                                                            | 2–1                                                                                            | 1º                                                                                             |                                                                                                |
| 1999 | Copa Libertadores                                                                              | 8ºs                                                                                            | Jorge Wilstermann                                                                              | 5–2                                                                                            | 1–1                                                                                            | 6–3                                                                                            |                                                                                                |
| 1999 | Copa Libertadores                                                                              | QF                                                                                             | Palmeiras                                                                                      | 2–0                                                                                            | 0–2                                                                                            | 2–2 (2–4 p)                                                                                    |                                                                                                |
| 1999 | Copa Mercosul                                                                                  | FGr                                                                                            | Independiente                                                                                  | 1–2                                                                                            | 0–2                                                                                            | 2º                                                                                             |                                                                                                |
| 1999 | Copa Mercosul                                                                                  | FGr                                                                                            | Vélez Sarsfield                                                                                | 2–0                                                                                            | 3–0                                                                                            | 2º                                                                                             |                                                                                                |
| 1999 | Copa Mercosul                                                                                  | FGr                                                                                            | Grêmio                                                                                         | 4–1                                                                                            | 0–0                                                                                            | 2º                                                                                             |                                                                                                |
| 1999 | Copa Mercosul                                                                                  | QF                                                                                             | San Lorenzo                                                                                    | 1–2                                                                                            | 1–2                                                                                            | 2–4                                                                                            |                                                                                                |
| - Os gols do Corinthians aparecem em primeiro lugar no placar. - As vitórias são destacadas em verde, os empates em amarelo e as derrotas em vermelho. |                                                                                                |                                                                                                |                                                                                                |                                                                                                |                                                                                                |                                                                                                |                                                                                                |

### A conquista mundial e frustrações na América (2000–2010)

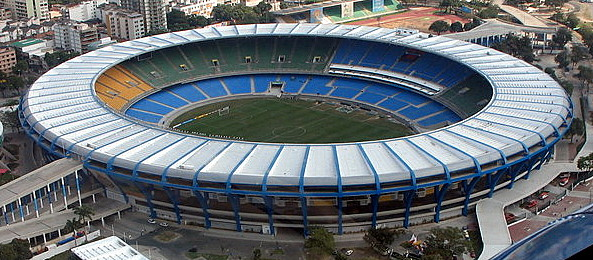
O Maracanã (foto) sediou a final do Mundial de Clubes da FIFA de 2000 entre Corinthians e Vasco.

O Corinthians foi uma das oito equipes participantes do Campeonato Mundial de Clubes da FIFA de 2000, o primeiro torneio deste âmbito organizado pela entidade máxima do futebol. Por ser realizado no Brasil, a Confederação Brasileira de Futebol indicou o clube como o representante do país-sede na nova competição. Com praticamente a mesma equipe-base campeã nacional de 1999 formada por nomes como Dida, Kléber, Freddy Rincón, Vampeta, Ricardinho, Marcelinho Carioca, Edílson e Luizão, além de se reforçar com o zagueiro Fábio Luciano, o time dirigido por Oswaldo de Oliveira fez suas três partidas da fase de grupos no Morumbi, uma das duas sedes do torneio. Sem atuar bem, venceu o Raja por 2–0 na estreia. Na segunda rodada, a equipe brasileira protagonizou uma grande partida com o Real Madrid, conseguindo um empate em 2–2, com destaque para as atuações do atacante Edílson, autor de dois gols, e do goleiro Dida, que pegou uma penalidade de Anelka a dez minutos do término da partida. E, na rodada decisiva, a suada vitória por 2–0 diante do Al-Nassr classificou-se os corintianos para a grande final no Rio de Janeiro. O adversário foi o Vasco da Gama, vencedor da outra chave. Com mais de 73 mil pessoas estádio do Maracanã, as duas equipes fizeram uma partida marcada por poucos lances ofensivos e certo nervosismo. Diante do empate sem gols durante os 90 minutos regulamentares e nos 30 minutos de prorrogação, a decisão do campeonato foi nos pênaltis. Com as conversões de Rincón, Fernando Baiano, Luizão e Edu nas as quatro primeiras cobranças, e Dida defendendo um pênalti de Gilberto, Marcelinho Carioca teve a chance de dar a vitória aos corintianos. Embora o camisa 7 tenha desperdiçado essa oportunidade, Edmundo chutou para fora da meta corintiana. O Corinthians venceu por 4–3 e se sagrou o primeiro campeão mundial de clubes da FIFA. Além da façanha, o título também representou a primeira conquista internacional oficial da história alvinegra.
Quatro semanas após conquistar sua maior glória internacional, o Corinthians começou sua campanha na Libertadores de 2000 repleto de expectativas de que poderia conquistar finalmente o título máximo da América do Sul. Porém o clube suou para garantir a classificação e o primeiro lugar na chave com América, Olimpia e LDU de Quito. Na sequência, deixou para trás o Racing Club nas oitavas e o Atlético Mineiro nas quartas, alcançando pela primeira vez em sua história a fase semifinal do principal torneio continental sul-americano. No caminho estava o rival Palmeiras, algoz dos corintianos na Libertadores anterior. Na primeira partida, repleta de emoções, o Corinthians conquistou a por 4–3 no final do clássico. Jogando pelo empate no segundo duelo, o time alvinegro saiu atrás do placar, virou o jogo, mas acabou tomando dois gols. Como a derrota no tempo normal por 3–2, a decisão da vaga na final foi para os pênaltis, onde Marcelinho Carioca perdeu a cobrança decisiva que eliminou pela sexta vez o clube do Parque São Jorge do torneio sul-americano.
Ainda naquela temporada, os corintianos fizeram uma campanha decepcionante na Copa Mercosul. O time, que começou a competição com o  Oswaldo Alvarez como treinador e terminou com Candinho nesse posto, terminou na última posição do seu grupo e não conquistou sequer uma vitória. Novamente nesta competição no ano seguinte, o Corinthians teve um bom aproveitamento na fase de grupos e, após vencer o Universidad Católica nas quartas, alcançou a semifinal contra o San Lorenzo de Almagro. Comandado pelo experiente técnico Vandelei Luxemburgo, a equipe alvinegra venceu a primeira partida em casa por 2–1, mas perdeu o duelo de volta por 4–1, encerrando a participação corintiana na história deste torneio.
Ao conquistar pela segunda vez a Copa do Brasil, o Corinthians classificou-se para a Libertadores da temporada 2003. Em um grupo Cruz Azul, Fénix e The Strongest, o elenco comandado pelo técnico Geninho fez a melhor campanha da primeira fase, conquistando cinco vitórias em seis jogos. Tendo o River Plate como adversário nas oitavas, os corintianos chegaram a abrir o placar em Buenos Aires, mas caíram na provocação da equipe argentina, tendo um jogador expulso e sofrendo dois gols nos minutos finais. O jogo de volta, no Morumbi, seguiu um roteiro semelhante, com o Corinthians marcando o primeiro gol, mas demonstrando descontrole emocional com a catimba do River, que virou o jogo. As duas derrotas por 2–1 adiaram mais uma vez a cobiçada conquista continental. O clube paulista ainda participou, naquela temporada, da Copa Sul-Americana, competição que oficialmente substituiu a Copa Mercosul, porém foi eliminado ainda na fase preliminar. Dois anos depois, o time do Parque São Jorge disputou outra edição da Copa Sul-Americana, tendo alcançado a fase de quartas-de-final, quando sucumbiu diante do Pumas UNAM.
Vencedor do campeonato nacional pela quarta vez em sua história, o Corinthians teve a oportunidade de participar de sua sétima Libertadores em 2006. Com um elenco montado pela Media Sports Investment, composto por atletas como Tevez, Mascherano, Carlos Alberto e Roger, o clube – que começou esta competição com Daniel Passarella como treinador, mas o demitiu e contratou Antonio Lopes – garantiu a primeira posição de uma chave com Tigres UANL, Universidad Católica e Deportivo Cali. Com a terceira melhor campanha da competição nessa fase, os corintianos enfrentaram  nas oitavas o River Plate, algoz do clube três anos antes. No primeiro jogo, a derrota para os argentinos por 3–2 no Monumental de Nuñez gerou protestos pelos erros do árbitro Carlos Amarilla, que anulou um gol legítimo de Tevez e expulsou Mascherano por uma falta inexistente. Pressionados no jogo de volta no Pacaembu, o Corinthians saiu na frente, mas tomou a virada e a equipe perdeu o controle emocional. Com o placar desfavorável por 3–1, parte da torcida corintiana invadiu o gramado e a partida precisou ser encerrada antes dos 90 minutos. Meses depois, já com o Emerson Leão como treinador, o clube participou da edição da Sul-Americana daquele ano, tendo sido eliminado nas oitavas pelo Lanús.
A temporada 2007 foi desastrosa para a história corintiana — o rebaixamento no Brasileiro foi precedido de uma participação pífia na Sul-Americana daquele ano. De volta à elite nacional em 2009, o time — treinado por Mano Menezes e que contou com Ronaldo Fenômeno como principal estrela — conquistou Copa do Brasil pela terceira vez em história e, de quebra, sua presença na Libertadores de 2010, ano do centenário do clube do Parque São Jorge. Na primeira fase do torneio continental, os corintianos confirmaram o favoritismo ao terminar como líder de seu grupo ante Racing de Montevidéu, Independiente Medellín e Cerro Porteño, com cinco vitórias e um empate, garantindo assim a melhor campanha entre os 16 classificados para a fase eliminatória. No jogo de ida das oitavas, a equipe alvinegra foi superada pelo Flamengo por 1–0 no Maracanã. Apesar do triunfo no Pacaembu por 2–1, o Corinthians acabou eliminado pelo critério do gol fora de casa. No ano seguinte, o Corinthians obteve uma vaga na fase preliminar da Libertadores de 2011. O empate sem gols contra o Tolima no jogo de ida, em casa, complicou a situação dos paulistas para a partida de volta em Ibagué. Uma semana depois, o time treinado por Tite fez outra partida ruim e acabou derrotado por um 2–0, resultado que eliminou os alvinegros antes mesmo da fase de grupos da competição sul-americana.
| Partidas oficiais do Sport Club Corinthians Paulista em competições internacionais (2000–2011)                                                         | Partidas oficiais do Sport Club Corinthians Paulista em competições internacionais (2000–2011) | Partidas oficiais do Sport Club Corinthians Paulista em competições internacionais (2000–2011) | Partidas oficiais do Sport Club Corinthians Paulista em competições internacionais (2000–2011) | Partidas oficiais do Sport Club Corinthians Paulista em competições internacionais (2000–2011) | Partidas oficiais do Sport Club Corinthians Paulista em competições internacionais (2000–2011) | Partidas oficiais do Sport Club Corinthians Paulista em competições internacionais (2000–2011) | Partidas oficiais do Sport Club Corinthians Paulista em competições internacionais (2000–2011) |
| Temporada | Competição                                                                                     | Fase                                                                                           | Oponente                                                                                       | Mandante                                                                                       | Fora                                                                                           | Agg.                                                                                           | Ref.                                                                                           |
| --- | ---------------------------------------------------------------------------------------------- | ---------------------------------------------------------------------------------------------- | ---------------------------------------------------------------------------------------------- | ---------------------------------------------------------------------------------------------- | ---------------------------------------------------------------------------------------------- | ---------------------------------------------------------------------------------------------- | ---------------------------------------------------------------------------------------------- |
| 2000 | Copa do Mundo de Clubes da FIFA                                                                | FGr                                                                                            | Raja                                                                                           | —                                                                                              | —                                                                                              | 2–0                                                                                            | [ 88 ]                                                                                         |
| 2000 | Copa do Mundo de Clubes da FIFA                                                                | FGr                                                                                            | Real Madrid                                                                                    | —                                                                                              | —                                                                                              | 2–2                                                                                            | [ 88 ]                                                                                         |
| 2000 | Copa do Mundo de Clubes da FIFA                                                                | FGr                                                                                            | Al-Nassr                                                                                       | —                                                                                              | —                                                                                              | 2–0                                                                                            | [ 88 ]                                                                                         |
| 2000 | Copa do Mundo de Clubes da FIFA                                                                | F                                                                                              | Vasco da Gama                                                                                  | —                                                                                              | —                                                                                              | 0–0 (4–3 p)                                                                                    | [ 88 ]                                                                                         |
| 2000 | Copa Libertadores                                                                              | FGr                                                                                            | América                                                                                        | 2–1                                                                                            | 0–2                                                                                            | 1º                                                                                             |                                                                                                |
| 2000 | Copa Libertadores                                                                              | FGr                                                                                            | LDU Quito                                                                                      | 6–0                                                                                            | 2–0                                                                                            | 1º                                                                                             |                                                                                                |
| 2000 | Copa Libertadores                                                                              | FGr                                                                                            | Olimpia                                                                                        | 5–4                                                                                            | 2–2                                                                                            | 1º                                                                                             |                                                                                                |
| 2000 | Copa Libertadores                                                                              | 8ºs                                                                                            | Racing Avellaneda                                                                              | 3–2                                                                                            | 2–3                                                                                            | 5–5 (4–3 p)                                                                                    |                                                                                                |
| 2000 | Copa Libertadores                                                                              | QF                                                                                             | Atlético Mineiro                                                                               | 2–1                                                                                            | 1–1                                                                                            | 3–2                                                                                            |                                                                                                |
| 2000 | Copa Libertadores                                                                              | SF                                                                                             | Palmeiras                                                                                      | 2–3                                                                                            | 4–3                                                                                            | 6–6 (4–5 p)                                                                                    |                                                                                                |
| 2000 | Copa Mercosul                                                                                  | FGr                                                                                            | Nacional Montevideo                                                                            | 1–2                                                                                            | 1–1                                                                                            | 4º                                                                                             |                                                                                                |
| 2000 | Copa Mercosul                                                                                  | FGr                                                                                            | Boca Juniors                                                                                   | 2–2                                                                                            | 0–3                                                                                            | 4º                                                                                             |                                                                                                |
| 2000 | Copa Mercosul                                                                                  | FGr                                                                                            | Olimpia                                                                                        | 1–2                                                                                            | 2–3                                                                                            | 4º                                                                                             |                                                                                                |
| 2001 | Copa Mercosul                                                                                  | FGr                                                                                            | Colo-Colo                                                                                      | 0–0                                                                                            | 2–0                                                                                            | 2º                                                                                             |                                                                                                |
| 2001 | Copa Mercosul                                                                                  | FGr                                                                                            | Independiente                                                                                  | 2–1                                                                                            | 0–1                                                                                            | 2º                                                                                             |                                                                                                |
| 2001 | Copa Mercosul                                                                                  | FGr                                                                                            | Cruzeiro                                                                                       | 2–4                                                                                            | 2–0                                                                                            | 2º                                                                                             |                                                                                                |
| 2001 | Copa Mercosul                                                                                  | QF                                                                                             | Universidad Católica                                                                           | 2–0                                                                                            | 1–2                                                                                            | 3–2                                                                                            |                                                                                                |
| 2001 | Copa Mercosul                                                                                  | SF                                                                                             | San Lorenzo                                                                                    | 2–1                                                                                            | 1–4                                                                                            | 3–5                                                                                            |                                                                                                |
| 2003 | Copa Libertadores                                                                              | FGr                                                                                            | Cruz Azul                                                                                      | 1–0                                                                                            | 0–3                                                                                            | 1º                                                                                             |                                                                                                |
| 2003 | Copa Libertadores                                                                              | FGr                                                                                            | Fénix                                                                                          | 6–1                                                                                            | 2–1                                                                                            | 1º                                                                                             |                                                                                                |
| 2003 | Copa Libertadores                                                                              | FGr                                                                                            | The Strongest                                                                                  | 4–1                                                                                            | 2–0                                                                                            | 1º                                                                                             |                                                                                                |
| 2003 | Copa Libertadores                                                                              | 8ºs                                                                                            | River Plate                                                                                    | 1–2                                                                                            | 1–2                                                                                            | 2–4                                                                                            |                                                                                                |
| 2003 | Copa Sul-Americana                                                                             | FPr                                                                                            | Atlético Mineiro                                                                               | 0–2                                                                                            | —                                                                                              | 3º                                                                                             |                                                                                                |
| 2003 | Copa Sul-Americana                                                                             | FPr                                                                                            | Fluminense                                                                                     | —                                                                                              | 0–2                                                                                            | 3º                                                                                             |                                                                                                |
| 2005 | Copa Sul-Americana                                                                             | FPr                                                                                            | Goiás                                                                                          | 1–1                                                                                            | 2–0                                                                                            | 3–1                                                                                            |                                                                                                |
| 2005 | Copa Sul-Americana                                                                             | 8ºs                                                                                            | River Plate                                                                                    | 0–0                                                                                            | 1–1                                                                                            | 1–1                                                                                            |                                                                                                |
| 2005 | Copa Sul-Americana                                                                             | QF                                                                                             | Pumas UNAM                                                                                     | 2–1                                                                                            | 0–3                                                                                            | 2–4                                                                                            |                                                                                                |
| 2006 | Copa Libertadores                                                                              | FGr                                                                                            | Deportivo Cali                                                                                 | 3–0                                                                                            | 1–0                                                                                            | 1st                                                                                            |                                                                                                |
| 2006 | Copa Libertadores                                                                              | FGr                                                                                            | Universidad Católica                                                                           | 2–2                                                                                            | 3–2                                                                                            | 1st                                                                                            |                                                                                                |
| 2006 | Copa Libertadores                                                                              | FGr                                                                                            | Tigres UANL                                                                                    | 1–0                                                                                            | 0–2                                                                                            | 1st                                                                                            |                                                                                                |
| 2006 | Copa Libertadores                                                                              | 8ºs                                                                                            | River Plate                                                                                    | 2–3                                                                                            | 1–3                                                                                            | 3–6                                                                                            |                                                                                                |
| 2006 | Copa Sul-Americana                                                                             | FPr                                                                                            | Vasco da Gama                                                                                  | 3–1                                                                                            | 1–0                                                                                            | 4–1                                                                                            |                                                                                                |
| 2006 | Copa Sul-Americana                                                                             | 8ºs                                                                                            | Lanús                                                                                          | 0–0                                                                                            | 2–4                                                                                            | 2–4                                                                                            |                                                                                                |
| 2007 | Copa Sul-Americana                                                                             | FPr                                                                                            | Botafogo                                                                                       | 1–2                                                                                            | 1–3                                                                                            | 2–5                                                                                            |                                                                                                |
| 2010 | Copa Libertadores                                                                              | FGr                                                                                            | Racing Montevideo                                                                              | 2–1                                                                                            | 2–0                                                                                            | 1º                                                                                             |                                                                                                |
| 2010 | Copa Libertadores                                                                              | FGr                                                                                            | Independiente Medellín                                                                         | 1–0                                                                                            | 1–1                                                                                            | 1º                                                                                             |                                                                                                |
| 2010 | Copa Libertadores                                                                              | FGr                                                                                            | Cerro Porteño                                                                                  | 2–1                                                                                            | 1–0                                                                                            | 1º                                                                                             |                                                                                                |
| 2010 | Copa Libertadores                                                                              | 8ºs                                                                                            | Flamengo                                                                                       | 2–1                                                                                            | 0–1                                                                                            | 2–2                                                                                            |                                                                                                |
| 2011 | Copa Libertadores                                                                              | FPr                                                                                            | Tolima                                                                                         | 0–0                                                                                            | 0–2                                                                                            | 0–2                                                                                            |                                                                                                |
| - Os gols do Corinthians aparecem em primeiro lugar no placar. - As vitórias são destacadas em verde, os empates em amarelo e as derrotas em vermelho. |                                                                                                |                                                                                                |                                                                                                |                                                                                                |                                                                                                |                                                                                                |                                                                                                |

### A conquista da primeira Libertadores e o bicampeonato mundial (2012–2016)

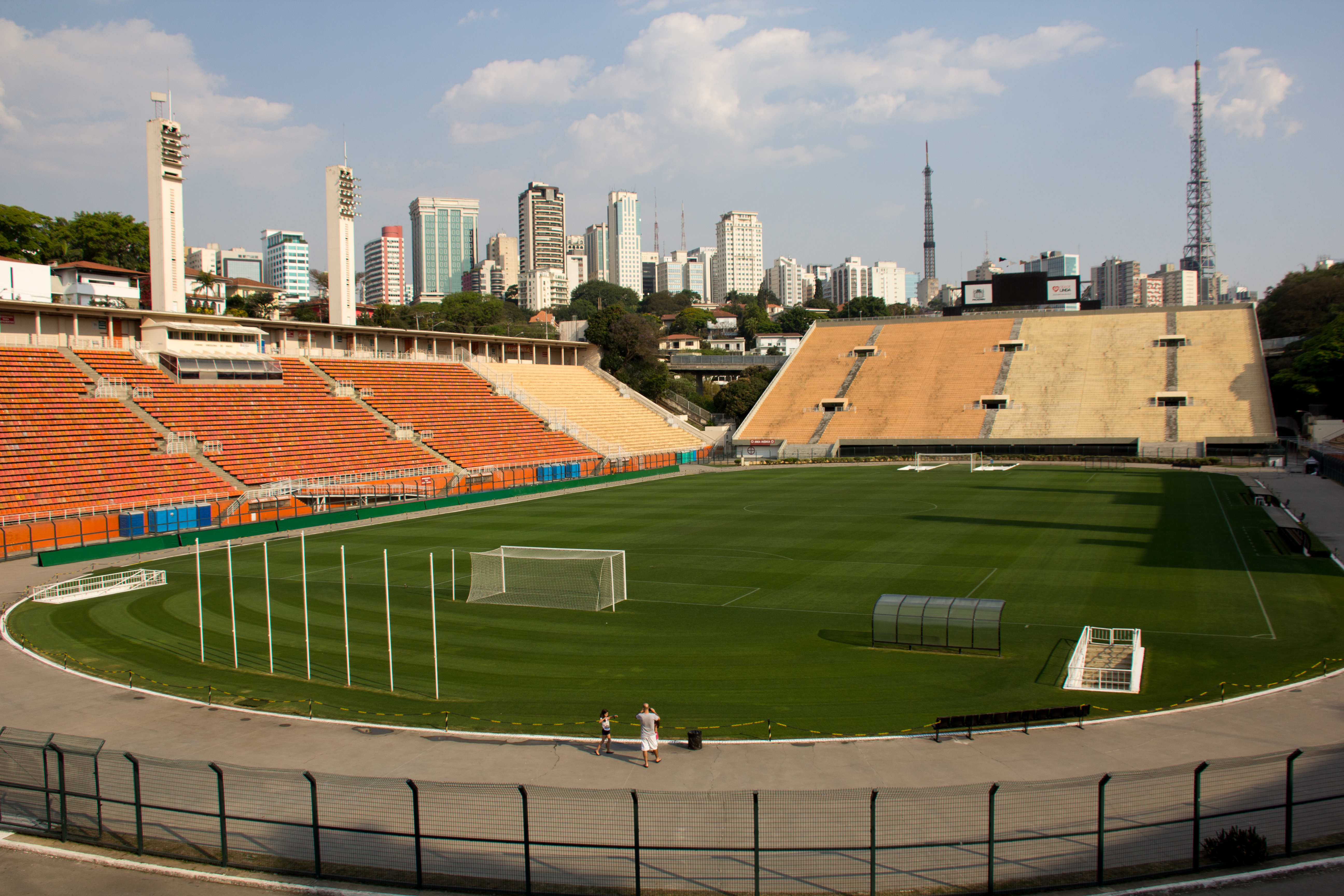
O Pacaembu (foto) sediou a segunda final da Libertadores de 2012 entre Corinthians e Boca.

Apesar da constrangedora eliminação na Libertadores de 2011, Tite foi mantido no cargo de treinador do Corinthians, que conquistou o quinto Campeonato Brasileiro de sua história – no dia em que Sócrates, um de seus ex-craques, faleceu – e chegou a uma vaga na fase de grupos da Libertadores de 2012. A equipe iniciou sua trajetória na fase de grupos com um empate em 1–1, fora de casa, conquistado no último lance do duelo contra o Deportivo Táchira. Em seguida, veio a primeira vitória em casa, por 2–0, contra o Nacional de Assunção e um empate sem gols, fora, contra o Cruz Azul. Nos três últimos jogos da fase de grupo, o clube do Parque São Jorge conquistou três vitórias, garantindo o primeiro lugar em sua chave. Tendo a segunda melhor campanha entre os 16 qualificados, o Corinthians enfrentou o Emelec, detentor da segunda pior campanha entre os segundos colocados, nas oitavas-de-final. Com Cássio estreando como titular na meta corintiana, o time brasileiro conseguiu um empate em 0–0 no Estádio George Capwell. No duelo de volta no Pacaembu, Fábio Santos, Paulinho e Alex garantiram a vitória por 3–0 e o Corinthians entre os oito melhores da competição sul-americana. Na primeira de ida pelas quartas-de-final, o empate sem gols com o Vasco da Gama em Estádio São Januário deixou os paulistas com a obrigação de vencer para se classificarem — qualquer empate com gols seria um resultado favorável aos vascaínos por conta do critério do gol fora. Em um jogo tenso no Pacaembu, o Corinthians, na raça e com um gol decisivo de Paulinho aos 42 minutos do segundo tempo, venceu por 1–0 e avançou para a semifinal da Libertadores pela primeira vez em doze anos. A equipe alvinegra tinha pela frente o Santos, então defensor do título sul-americano. Demonstrando muita eficiência, os corintianos saíram do Estádio Vila Belmiro com uma vitória por 1–0. No confronto de volta no Pacaembu, o time chegou a ficar em desvantagem no placara, mas Danilo empatou, e o clube do Parque São Jorge garantiu o 1–1, que no resultado agregado de 2–1 colocou o Corinthians em uma inédita final de Libertadores. Entre o Corinthians e o título sul-americana estava o hexacampeão continental Boca Juniors, que havia eliminado o Universidad de Chile na outra semifinal. Diante de um Estádio La Bombonera lotado, o Boca assumiu a liderança no placar aos 27 minutos do segundo tempo através de Roncaglia, até que Romarinho, com frieza e classe, marcou o gol do empate em 1–1 em Buenos Aires. No confronto de volta no Pacaembu, o Corinthians mostrou autoridade e, com dois gols de Emerson Sheik, conquistou de forma invicta o troféu da Copa Libertadores, o cobiçado título que lhe faltava.

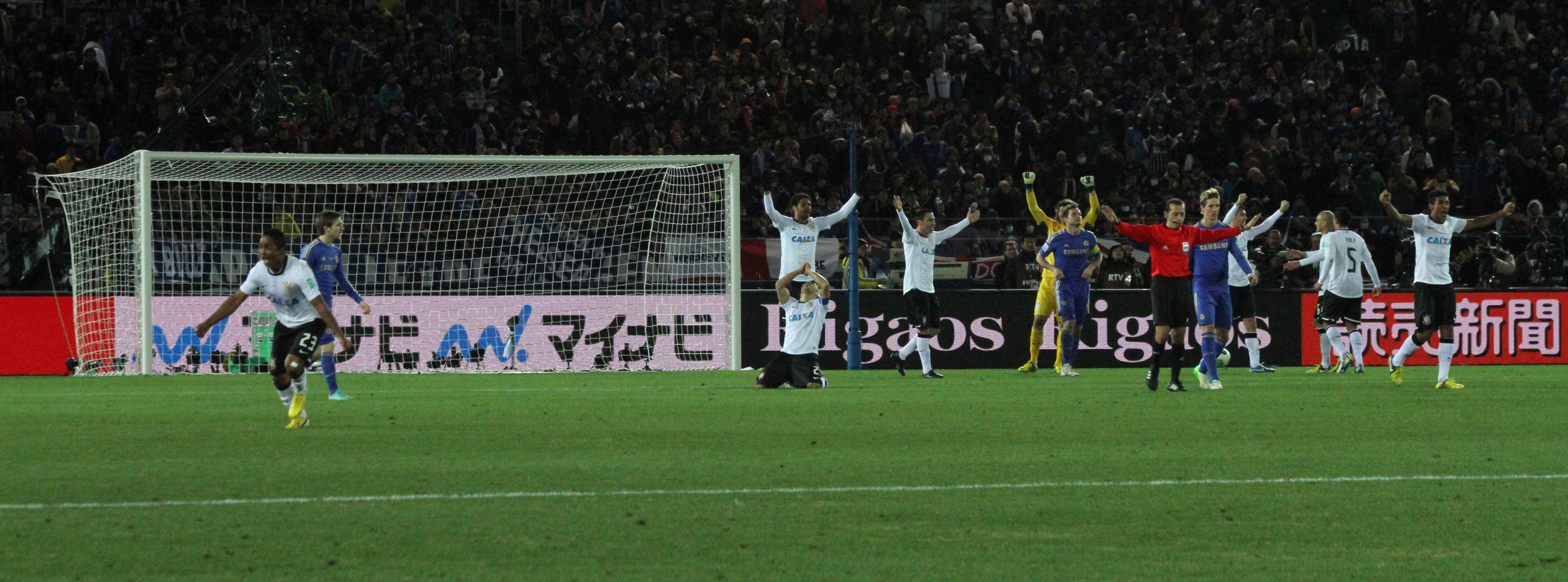
Jogadores corinthianos celebram a conquista do Mundial de Clubes da FIFA de 2012 contra o Chelsea.

Com a inédita conquista continental, o clube do Parque São Jorge garantiu uma vaga para o Mundial de Clubes da FIFA em dezembro no Japão. Classificado diretamente para a semifinal, o time alvinegro aguardou o Al-Ahly, que havia eliminado o Sanfrecce Hiroshima nas quartas. No duelo no Estádio de Toyota, Guerrero garantiu a vitória corintiana por 1–0 sobre os campeões africanos e um lugar, pela segunda vez na história, numa final mundial. O outro finalista foi o Chelsea, que havia superado o Monterrey na outra semifinal. Dezenas de milhares de torcedores fizeram muita festa e apoiaram o time na grande final no Estádio Internacional de Yokohama, que recebeu 68 275 espectadores para a decisão. No primeiro tempo, as duas equipes alternaram boas oportunidades de gols, mas o Chelsea ofereceu mais perigos e o goleiro Cássio começou a se destacar com boas defesas. Na segunda etapa, o Corinthians voltou melhor e aos 24 minutos Danilo iniciou jogada, a bola espirrou e sobrou para Guerrero cabecear para o fundo do gol de Petr Cech. Com a vantagem, os corintianos defenderam o resultado até o apito final.  Campeão da edição inaugural do Mundial da FIFA em 2000, o Corinthians conquistava seu segundo título nesta competição, igualando-se ao então recordista Barcelona (vencedor em 2009 e 2011). A grande atuação de Cássio valeu o prêmio de melhor jogador do torneio.
Sem carregar mais o fardo de ganhar uma Libertadores, o Corinthians iniciou a temporada internacional de 2013 com uma vaga garantida — como atual campeão continental — na fase de grupos do torneio sul-americano. A defesa do título começou contra o San José, em Oruro. O empate em 1–1 fora de casa ficou marcado pela morte de Kevin Beltrán Spada, vítima de um disparo de um sinalizador lançado no Estádio Jesús Bermúdez. Como o incidente foi provocado por torcedores corintianos, o clube foi punido pela Conmebol e obrigado a jogar com portões fechados contra o Millonarios no Pacaembu. Com o mesmo número de pontos do Tijuana, o Corinthians ficou em primeiro na chave por melhor saldo de gols entre as equipes em questão. A quarta melhor campanha entre os primeiros colocados colocou o Boca Juniors, detentor da quarta pior campanha entre os segundos colocados, no caminho corintiano nas oitavas. Uma derrota em Buenos Aires por 1–0 obrigava o time brasileiro a vencer por mais de um gol de diferença para se classificar, por conta do critério do gol fora. No Pacaembu, Riquelme abriu o placar no primeiro tempo e Paulinho empatou no início da etapa complementar, resultado que se manteve até o fim e desclassificava o clube do Parque São Jorge. Contudo, a arbitragem de Carlos Amarilla foi muito criticada pelos brasileiros, que reclamaram de dois gols mal anulados e da não marcação de dois pênaltis. De acordo com escutas telefônicas reveladas dois anos depois da partida, Amarilla foi escolhido para apitar a partida por influência de Julio Grondona, então presidente da Associação Argentina de Futebol, a quem chamou o juiz paraguaio de “o maior reforço que o Boca teve” naquela temporada. Apesar da frustração com a eliminação da Libertadores, o Corinthians encerrou aquela temporada continental com a disputa da Recopa Sul-Americana de 2013 contra o São Paulo, detentor da Copa Sul-Americana de 2012, em julho. Os corintianos venceram a primeira partida por 2–1 no Morumbi, duas semanas depois, conquistaram novo resultado favorável, por 2–0, no Pacaembu, sagrando-se pela primeira vez campeão desta competição.
Após um ano sem competir internacionalmente, o Corinthians conquistou um lugar na Libertadores da temporada 2015. Por ter ficado com a quinta vaga brasileira no torneio, o clube paulista teve de participar de uma eliminatória classificatória para a fase de grupos contra o Once Caldas. Em seu primeiro jogo da competição sul-americana de clubes no Estádio de Itaquera, o Corinthians venceu os colombianos por 4–0. O empate em 1–1 no Estádio Palogrande garantiu os alvinegros para o grupo com São Paulo, San Lorenzo de Almagro e Danubio. A boa campanha na fase de grupos, que garantiu o primeiro lugar ao time, foi ofuscada pela eliminação nas oitavas-de-final após duas derrotas diante do Guaraní. Na temporada seguinte, a última de Tite como técnico corintiano, a equipe alvinegra garantiu o primeiro lugar de sua chave com Cerro Porteño, Santa Fe e Cobresal, e terceira melhor campanha geral na fase de grupos. Todavia, o então hexacampeão brasileiro caiu novamente nas oitavas-de-final, sendo desclassificado pelo Nacional de Montevidéu após dois empates no critério do gol fora.
| Partidas oficiais do Sport Club Corinthians Paulista em competições internacionais (2012–2016)                                                         | Partidas oficiais do Sport Club Corinthians Paulista em competições internacionais (2012–2016) | Partidas oficiais do Sport Club Corinthians Paulista em competições internacionais (2012–2016) | Partidas oficiais do Sport Club Corinthians Paulista em competições internacionais (2012–2016) | Partidas oficiais do Sport Club Corinthians Paulista em competições internacionais (2012–2016) | Partidas oficiais do Sport Club Corinthians Paulista em competições internacionais (2012–2016) | Partidas oficiais do Sport Club Corinthians Paulista em competições internacionais (2012–2016) | Partidas oficiais do Sport Club Corinthians Paulista em competições internacionais (2012–2016) |
| Temporada | Competição                                                                                     | Fase                                                                                           | Oponente                                                                                       | Mandante                                                                                       | Fora                                                                                           | Agg.                                                                                           | Ref.                                                                                           |
| --- | ---------------------------------------------------------------------------------------------- | ---------------------------------------------------------------------------------------------- | ---------------------------------------------------------------------------------------------- | ---------------------------------------------------------------------------------------------- | ---------------------------------------------------------------------------------------------- | ---------------------------------------------------------------------------------------------- | ---------------------------------------------------------------------------------------------- |
| 2012 | Copa Libertadores                                                                              | FGr                                                                                            | Deportivo Táchira                                                                              | 6–0                                                                                            | 1–1                                                                                            | 1º                                                                                             |                                                                                                |
| 2012 | Copa Libertadores                                                                              | FGr                                                                                            | Nacional Asunción                                                                              | 2–0                                                                                            | 3–1                                                                                            | 1º                                                                                             |                                                                                                |
| 2012 | Copa Libertadores                                                                              | FGr                                                                                            | Cruz Azul                                                                                      | 1–0                                                                                            | 0–0                                                                                            | 1º                                                                                             |                                                                                                |
| 2012 | Copa Libertadores                                                                              | 8ºs                                                                                            | Emelec                                                                                         | 3–0                                                                                            | 0–0                                                                                            | 3–0                                                                                            |                                                                                                |
| 2012 | Copa Libertadores                                                                              | QF                                                                                             | Vasco da Gama                                                                                  | 1–0                                                                                            | 0–0                                                                                            | 1–0                                                                                            |                                                                                                |
| 2012 | Copa Libertadores                                                                              | SF                                                                                             | Santos FC                                                                                      | 1–1                                                                                            | 1–0                                                                                            | 2–1                                                                                            |                                                                                                |
| 2012 | Copa Libertadores                                                                              | F                                                                                              | Boca Juniors                                                                                   | 2–0                                                                                            | 1–1                                                                                            | 3–1                                                                                            |                                                                                                |
| 2012 | Copa do Mundo de Clubes da FIFA                                                                | SF                                                                                             | Al-Ahly                                                                                        | —                                                                                              | —                                                                                              | 1–0                                                                                            | [ 140 ]                                                                                        |
| 2012 | Copa do Mundo de Clubes da FIFA                                                                | F                                                                                              | Chelsea                                                                                        | —                                                                                              | —                                                                                              | 1–0                                                                                            | [ 140 ]                                                                                        |
| 2013 | Copa Libertadores                                                                              | FGr                                                                                            | San José                                                                                       | 3–0                                                                                            | 1–1                                                                                            | 1º                                                                                             |                                                                                                |
| 2013 | Copa Libertadores                                                                              | FGr                                                                                            | Millonarios                                                                                    | 2–0                                                                                            | 1–0                                                                                            | 1º                                                                                             |                                                                                                |
| 2013 | Copa Libertadores                                                                              | FGr                                                                                            | Tijuana                                                                                        | 3–0                                                                                            | 0–1                                                                                            | 1º                                                                                             |                                                                                                |
| 2013 | Copa Libertadores                                                                              | 8ºs                                                                                            | Boca Juniors                                                                                   | 1–1                                                                                            | 0–1                                                                                            | 1–2                                                                                            |                                                                                                |
| 2013 | Recopa Sul-Americana                                                                           | F                                                                                              | São Paulo FC                                                                                   | 2–0                                                                                            | 2–1                                                                                            | 4–1                                                                                            |                                                                                                |
| 2015 | Copa Libertadores                                                                              | FPr                                                                                            | Once Caldas                                                                                    | 4–0                                                                                            | 1–1                                                                                            | 5–1                                                                                            |                                                                                                |
| 2015 | Copa Libertadores                                                                              | FGr                                                                                            | São Paulo FC                                                                                   | 2–0                                                                                            | 0–2                                                                                            | 1º                                                                                             |                                                                                                |
| 2015 | Copa Libertadores                                                                              | FGr                                                                                            | San Lorenzo                                                                                    | 0–0                                                                                            | 1–0                                                                                            | 1º                                                                                             |                                                                                                |
| 2015 | Copa Libertadores                                                                              | FGr                                                                                            | Danubio                                                                                        | 4–0                                                                                            | 2–1                                                                                            | 1º                                                                                             |                                                                                                |
| 2015 | Copa Libertadores                                                                              | 8ºs                                                                                            | Guaraní                                                                                        | 0–2                                                                                            | 0–1                                                                                            | 0–3                                                                                            |                                                                                                |
| 2016 | Copa Libertadores                                                                              | FGr                                                                                            | Cobresal                                                                                       | 6–0                                                                                            | 1–0                                                                                            | 1º                                                                                             |                                                                                                |
| 2016 | Copa Libertadores                                                                              | FGr                                                                                            | Independiente Santa Fe                                                                         | 1–0                                                                                            | 1–1                                                                                            | 1º                                                                                             |                                                                                                |
| 2016 | Copa Libertadores                                                                              | FGr                                                                                            | Cerro Porteño                                                                                  | 2–0                                                                                            | 2–3                                                                                            | 1º                                                                                             |                                                                                                |
| 2016 | Copa Libertadores                                                                              | 8ºs                                                                                            | Nacional Montevideo                                                                            | 2–2                                                                                            | 0–0                                                                                            | 2–2                                                                                            |                                                                                                |
| - Os gols do Corinthians aparecem em primeiro lugar no placar. - As vitórias são destacadas em verde, os empates em amarelo e as derrotas em vermelho. |                                                                                                |                                                                                                |                                                                                                |                                                                                                |                                                                                                |                                                                                                |                                                                                                |

### Anos recentes (2017–presente)
Com Fabio Carille como novo treinador, o Corinthians foi eliminado invicto nas oitavas-de-final da Copa Sul-Americana de 2017 pelo Racing Club em dois empates graças ao gol fora de casa anotado pelos argentinos em Itaquera. O clube chegou à temporada seguinte da Libertadores com o heptacampeonato brasileiro. A despeito do primeiro lugar na fase de grupos, os corintianos perderam em casa para Independiente e Millonarios, vencendo em seus domínios apenas o Deportivo Lara. O sorteio para as oitavas-de-final definiu o Colo-Colo como adversário do time treinado por Osmar Loss. Em desvantagem após a derrota por 1–0 em Santiago, os alvinegros venceram os chilenos por 2–1 em Itaquera, mas terminaram eliminados por causa do gol fora de casa marcado pelo adversário.
Com Carille de volta ao comando da equipe na temporada seguinte, o Corinthians chegou invicto até a fase semifinal da Copa Sul-Americana de 2019, onde caiu diante do Independiente del Valle. Classificado para a a fase preliminar da Libertadores de 2016, a equipe corintiana foi eliminada precocemente pelo Guaraní — revés no jogo de ida, em Assunção, por 1–0 e a vitória por 2–1 em Itaquera eliminou o time então dirigido por Tiago Nunes no critério de gol fora de casa. Participante da Copa Sul-Americana de 2021, o Corinthians fez uma campanha ruim na fase de grupos e não conseguiu a classificação para as oitavas-de-final do torneio.
Classificado para a Copa Libertadores da temporada seguinte, o Corinthians passou por muitas adversidades ao longo da competição, especialmente com jogadores titulares lesionados e a falta de um padrão de jogo. Na partida de volta pelas oitavas-de-final contra o Boca Juniors em La Bombonera, os corintianos foram a campo com sete desfalques e, mesmo assim, superaram os argentinos nos pênaltis. Pela primeira vez nas quartas-de-final da competição desde 2012, o time dirigido por Vítor Pereira terminou eliminado pelo Flamengo por 0–3 no agregado e com apenas duas vitórias e 5 gols marcados em sua campanha.
De volta à Libertadores em 2023, o clube do Parque São Jorge fez uma campanha decepcionante na fase de grupos e não avançou à fase final. Ainda assim, o clube garantiu uma vaga nos playoffs da playoffs da Sul-Americana, tendo chegado até a fase semifinal. Fernando Lázaro começou como técnico e dirigiu o clube por duas partidas na Libertadores, Vanderlei Luxemburgo deu prosseguimento ao trabalho até a primeira partida da semifinal da Sul-Americana, e Mano Menezes foi o comandante na partida de volta desse duelo. Na temporada seguinte, os corintianos disputaram a Sul-Americana desde a fase de grupo e tendo alcançado novamente a semifinal. António Oliveira dirigiu a equipe durante a fase de grupos, e Ramón Díaz assumiu a partir das oitavas de final. Na temporada 2025, o Corinthians foi eliminado precocemente tanto na fase preliminar da Libertadores quando na fase de grupos da Sul-Americana. Díaz dirigiu a equipe em sete dessas partidas, Orlando Ribeiro em uma, e Dorival Junior em duas. 
| Partidas oficiais do Sport Club Corinthians Paulista em competições internacionais (2017–presente)                                                     | Partidas oficiais do Sport Club Corinthians Paulista em competições internacionais (2017–presente) | Partidas oficiais do Sport Club Corinthians Paulista em competições internacionais (2017–presente) | Partidas oficiais do Sport Club Corinthians Paulista em competições internacionais (2017–presente) | Partidas oficiais do Sport Club Corinthians Paulista em competições internacionais (2017–presente) | Partidas oficiais do Sport Club Corinthians Paulista em competições internacionais (2017–presente) | Partidas oficiais do Sport Club Corinthians Paulista em competições internacionais (2017–presente) | Partidas oficiais do Sport Club Corinthians Paulista em competições internacionais (2017–presente) |
| Temporada | Competição                                                                                         | Fase                                                                                               | Oponente                                                                                           | Mandante                                                                                           | Fora                                                                                               | Agg.                                                                                               | Ref.                                                                                               |
| --- | -------------------------------------------------------------------------------------------------- | -------------------------------------------------------------------------------------------------- | -------------------------------------------------------------------------------------------------- | -------------------------------------------------------------------------------------------------- | -------------------------------------------------------------------------------------------------- | -------------------------------------------------------------------------------------------------- | -------------------------------------------------------------------------------------------------- |
| 2017 | Copa Sul-Americana                                                                                 | F1                                                                                                 | Universidad de Chile                                                                               | 2–0                                                                                                | 2–1                                                                                                | 4–1                                                                                                | |
| 2017 | Copa Sul-Americana                                                                                 | F2                                                                                                 | Patriotas Boyacá                                                                                   | 2–0                                                                                                | 1–1                                                                                                | 3–1                                                                                                | |
| 2017 | Copa Sul-Americana                                                                                 | 8ºs                                                                                                | Racing Avellaneda                                                                                  | 1–1                                                                                                | 0–0                                                                                                | 1–1                                                                                                | |
| 2018 | Copa Libertadores                                                                                  | FGr                                                                                                | Millonarios                                                                                        | 0–1                                                                                                | 0–0                                                                                                | 1º                                                                                                 | |
| 2018 | Copa Libertadores                                                                                  | FGr                                                                                                | Deportivo Lara                                                                                     | 2–0                                                                                                | 7–2                                                                                                | 1º                                                                                                 | |
| 2018 | Copa Libertadores                                                                                  | FGr                                                                                                | Independiente                                                                                      | 1–2                                                                                                | 1–0                                                                                                | 1º                                                                                                 | |
| 2018 | Copa Libertadores                                                                                  | 8ºs                                                                                                | Colo-Colo                                                                                          | 2–1                                                                                                | 0–1                                                                                                | 2–2                                                                                                | |
| 2019 | Copa Sul-Americana                                                                                 | F1                                                                                                 | Racing Avellaneda                                                                                  | 1–1                                                                                                | 1–1                                                                                                | 2–2 (5–4 p)                                                                                        | |
| 2019 | Copa Sul-Americana                                                                                 | F2                                                                                                 | Deportivo Lara                                                                                     | 2–0                                                                                                | 2–0                                                                                                | 4–0                                                                                                | |
| 2019 | Copa Sul-Americana                                                                                 | 8ºs                                                                                                | Montevideo Wanderers                                                                               | 2–0                                                                                                | 2–1                                                                                                | 4–1                                                                                                | |
| 2019 | Copa Sul-Americana                                                                                 | QF                                                                                                 | Fluminense                                                                                         | 0–0                                                                                                | 1–1                                                                                                | 1–1                                                                                                | |
| 2019 | Copa Sul-Americana                                                                                 | SF                                                                                                 | Independiente del Valle                                                                            | 0–2                                                                                                | 2–2                                                                                                | 2–4                                                                                                | |
| 2020 | Copa Libertadores                                                                                  | FPr                                                                                                | Guaraní                                                                                            | 2–1                                                                                                | 0–1                                                                                                | 2–2                                                                                                | |
| 2021 | Copa Sul-Americana                                                                                 | FGr                                                                                                | River Plate Asunción                                                                               | 4–0                                                                                                | 0–0                                                                                                | 2º                                                                                                 | |
| 2021 | Copa Sul-Americana                                                                                 | FGr                                                                                                | Peñarol                                                                                            | 0–2                                                                                                | 0–4                                                                                                | 2º                                                                                                 | |
| 2021 | Copa Sul-Americana                                                                                 | FGr                                                                                                | Sport Huancayo                                                                                     | 5–0                                                                                                | 3–0                                                                                                | 2º                                                                                                 | |
| 2022 | Copa Libertadores                                                                                  | FGr                                                                                                | Always Ready                                                                                       | 1–1                                                                                                | 0–2                                                                                                | 2º                                                                                                 | |
| 2022 | Copa Libertadores                                                                                  | FGr                                                                                                | Deportivo Cali                                                                                     | 1–0                                                                                                | 0–0                                                                                                | 2º                                                                                                 | |
| 2022 | Copa Libertadores                                                                                  | FGr                                                                                                | Boca Juniors                                                                                       | 2–0                                                                                                | 1–1                                                                                                | 2º                                                                                                 | |
| 2022 | Copa Libertadores                                                                                  | 8ºs                                                                                                | Boca Juniors                                                                                       | 0–0                                                                                                | 0–0                                                                                                | 0–0 (6–5 p)                                                                                        | |
| 2022 | Copa Libertadores                                                                                  | QF                                                                                                 | Flamengo                                                                                           | 0–2                                                                                                | 0–1                                                                                                | 0–3                                                                                                | |
| 2023 | Copa Libertadores                                                                                  | FGr                                                                                                | Liverpool                                                                                          | 3–0                                                                                                | 3–0                                                                                                | 3º                                                                                                 | |
| 2023 | Copa Libertadores                                                                                  | FGr                                                                                                | Argentinos Juniors                                                                                 | 0–1                                                                                                | 0–0                                                                                                | 3º                                                                                                 | |
| 2023 | Copa Libertadores                                                                                  | FGr                                                                                                | Independiente del Valle                                                                            | 1–2                                                                                                | 0–3                                                                                                | 3º                                                                                                 | |
| 2023 | Copa Sul-Americana                                                                                 | PS                                                                                                 | Universitario                                                                                      | 1–0                                                                                                | 2–1                                                                                                | 3–1                                                                                                | |
| 2023 | Copa Sul-Americana                                                                                 | 8ºs                                                                                                | Newell's Old Boys                                                                                  | 2–1                                                                                                | 0–0                                                                                                | 2–1                                                                                                | |
| 2023 | Copa Sul-Americana                                                                                 | QF                                                                                                 | Estudiantes                                                                                        | 1–0                                                                                                | 0–1                                                                                                | 1–1 (3–2 p)                                                                                        | |
| 2023 | Copa Sul-Americana                                                                                 | SF                                                                                                 | Fortaleza                                                                                          | 1–1                                                                                                | 0–2                                                                                                | 1–3                                                                                                | |
| 2024 | Copa Sul-Americana                                                                                 | FGr                                                                                                | Racing Montevideo                                                                                  | 3–0                                                                                                | 1–1                                                                                                | 1st                                                                                                | |
| 2024 | Copa Sul-Americana                                                                                 | FGr                                                                                                | Argentinos Juniors                                                                                 | 4–0                                                                                                | 0–1                                                                                                | 1st                                                                                                | |
| 2024 | Copa Sul-Americana                                                                                 | FGr                                                                                                | Nacional Asunción                                                                                  | 4–0                                                                                                | 2–0                                                                                                | 1st                                                                                                | |
| 2024 | Copa Sul-Americana                                                                                 | R16                                                                                                | Red Bull Bragantino                                                                                | 1–2                                                                                                | 2–1                                                                                                | 3–3 (5–4 p)                                                                                        | |
| 2024 | Copa Sul-Americana                                                                                 | QF                                                                                                 | Fortaleza                                                                                          | 3–0                                                                                                | 2–0                                                                                                | 5–0                                                                                                | |
| 2024 | Copa Sul-Americana                                                                                 | SF                                                                                                 | Racing Avellaneda                                                                                  | 2–2                                                                                                | 1–2                                                                                                | 3–4                                                                                                | |
| 2025 | Copa Libertadores                                                                                  | FPr                                                                                                | Universidad Central                                                                                | 1–1                                                                                                | 3–2                                                                                                | 4–3                                                                                                | |
| 2025 | Copa Libertadores                                                                                  | FPr                                                                                                | Barcelona                                                                                          | 0–3                                                                                                | 2–0                                                                                                | 2–3                                                                                                | |
| 2025 | Copa Sul-Americana                                                                                 | FGr                                                                                                | Huracán                                                                                            | 1–2                                                                                                | 0–1                                                                                                | 3º                                                                                                 | |
| 2025 | Copa Sul-Americana                                                                                 | FGr                                                                                                | Racing Montevideo                                                                                  | 1–0                                                                                                | 1–0                                                                                                | 3º                                                                                                 | |
| 2025 | Copa Sul-Americana                                                                                 | FGr                                                                                                | América de Cali                                                                                    | 1–1                                                                                                | 1–1                                                                                                | 3º                                                                                                 | |
| - Os gols do Corinthians aparecem em primeiro lugar no placar. - As vitórias são destacadas em verde, os empates em amarelo e as derrotas em vermelho. | | | | | | | |

## Estatísticas
- Atualizado até 28 de maio de 2025

Nota: Dados referentes apenas a competições oficialmente reconhecidas pela FIFA e pela Conmebol.

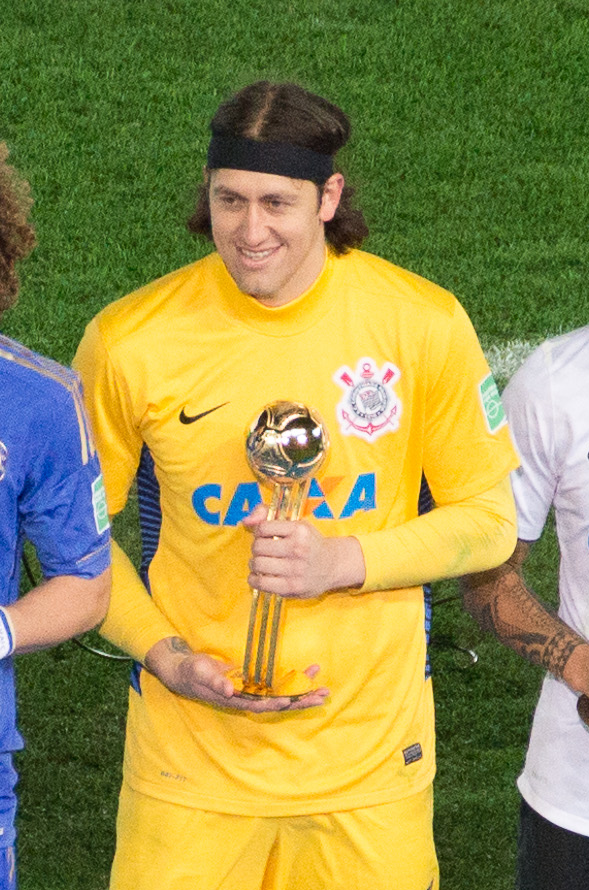
O goleiro Cássio detém o recorde do clube de mais partidas em competições internacionais (90).

Chave

- J = Jogos disputados
- V = Vitórias
- E = Empates
- D = Derrotas
- GM = Gols marcados
- GS = Gols sofridos
- DG = Diferença de gols
- F = Final
- FV = Final vencida
- FP = Final perdida
- FPr = Fase preliminar
- FGr = Fase de grupos
- PS = Playoff Sul-americana
- 8ºs = Oitavas-de-final
- QF = Quartas-de-final
- SF = Semi-final
- C  = Campeão
- VC  = Vice-campeão

### Equipe, treinadores e jogadores
- Primeiro jogo: 1–1 vs Internacional, válido pela fase de grupos da Copa Libertadores da América de 1977, no estádio do Morumbi (São Paulo), em 3 de abril de 1977.[3]
  - Primeiro gol: Zé Maria, contra o SC Internacional.[157]
- Maior vitória em casa: 8–2 contra Cerro Porteño, válido pela fase de grupos da Copa Libertadores da América de 1999, no estádio no Pacaembu (São Paulo), em 10 de março de 1999.[30]
- Maior vitória fora: 7–2 vs AA Deportivo Lara, pela fase de grupos da Copa Libertadores da América de 2018, no Metropolitano de Lara (Cabudare), em 17 de maio de 2018.[158]
- Maior derrota em casa: vs Cruzeiro EC, válido pela fase de grupos da Copa Mercosul de 2001, no estádio do Pacaembu (São Paulo), em 17 de outubro de 2001.[159]
- Maior derrota fora: 0–4 vs CA Peñarol, válido pela fase de grupos da Copa Sul-Americana de 2021, no estádio Campeón del Siglo (Montevidéu), em 13 de maio de 2021.[148][160]
- Maior público como equipe mandante: 94.239 espectadores frente ao Internacional, pela fase de grupos da Libertadores de 1977, no estádio do Morumbi (São Paulo), em 3 de abril de 1977.[161]
- Jogador com maior número de partidas no total: Cássio, 90.[162]
- Jogador com maior número de gols no total: Luizão, 22.[carece de fontes?]
- Treinador com maior número de partidas no total: Tite, 42.[carece de fontes?]

### Por temporada
| Temporada | Competição                | J   | V   | E  | D  | GM  | GS  | DG   | Fase |
| --------- | ------------------------- | --- | --- | -- | -- | --- | --- | ---- | ---- |
| 1977      | Copa Libertadores         | 6   | 2   | 1  | 3  | 10  | 6   | +4   | FGr  |
| 1991      | Copa Libertadores         | 8   | 1   | 5  | 2  | 9   | 10  | −1   | 8ºs  |
| 1994      | Copa Conmebol             | 6   | 4   | 1  | 1  | 21  | 11  | +10  | SF   |
| 1995      | Copa Conmebol             | 4   | 1   | 2  | 1  | 6   | 7   | -1   | QF   |
| 1996      | Copa Libertadores         | 10  | 7   | 1  | 2  | 19  | 10  | +9   | QF   |
| 1998      | Copa Mercosul             | 6   | 1   | 2  | 3  | 7   | 8   | −1   | FGr  |
| 1999      | Copa Libertadores         | 10  | 6   | 1  | 3  | 24  | 13  | +11  | QF   |
| 1999      | Copa Mercosul             | 8   | 3   | 1  | 4  | 12  | 9   | +3   | QF   |
| 2000      | Mundial de Clubes da FIFA | 4   | 2   | 2  | 0  | 6   | 2   | +4   | C    |
| 2000      | Copa Libertadores         | 12  | 7   | 2  | 3  | 31  | 22  | +9   | SF   |
| 2000      | Copa Mercosul             | 6   | 0   | 2  | 4  | 7   | 13  | −6   | FGr  |
| 2001      | Copa Mercosul             | 10  | 5   | 1  | 4  | 14  | 13  | +1   | SF   |
| 2003      | Copa Libertadores         | 8   | 5   | 0  | 3  | 17  | 10  | +7   | 8ºs  |
| 2003      | Copa Sul-Americana        | 2   | 0   | 0  | 2  | 0   | 4   | −4   | FPr  |
| 2005      | Copa Sul-Americana        | 6   | 2   | 3  | 1  | 6   | 6   | 0    | QF   |
| 2006      | Copa Libertadores         | 8   | 4   | 1  | 3  | 13  | 12  | +1   | 8ºs  |
| 2006      | Copa Sul-Americana        | 4   | 2   | 1  | 1  | 6   | 5   | +1   | 8ºs  |
| 2007      | Copa Sul-Americana        | 2   | 0   | 0  | 2  | 2   | 5   | −3   | FPr  |
| 2010      | Copa Libertadores         | 8   | 6   | 1  | 1  | 11  | 5   | +6   | 8ºs  |
| 2011      | Copa Libertadores         | 2   | 0   | 1  | 1  | 0   | 2   | −2   | FPr  |
| 2012      | Copa Libertadores         | 14  | 8   | 6  | 0  | 22  | 4   | +18  | C    |
| 2012      | Mundial de Clubes da FIFA | 2   | 2   | 0  | 0  | 2   | 0   | +2   | C    |
| 2013      | Copa Libertadores         | 8   | 4   | 2  | 2  | 11  | 4   | +7   | 8ºs  |
| 2013      | Recopa Sul-Americana      | 2   | 2   | 0  | 0  | 4   | 1   | +3   | C    |
| 2015      | Copa Libertadores         | 10  | 5   | 2  | 3  | 14  | 7   | +7   | 8ºs  |
| 2016      | Copa Libertadores         | 8   | 4   | 3  | 1  | 15  | 6   | +9   | 8ºs  |
| 2017      | Copa Sul-Americana        | 6   | 3   | 3  | 0  | 8   | 3   | +5   | 8ºs  |
| 2018      | Copa Libertadores         | 8   | 4   | 1  | 3  | 13  | 7   | +6   | 8ºs  |
| 2019      | Copa Sul-Americana        | 10  | 4   | 5  | 1  | 13  | 8   | +5   | SF   |
| 2020      | Copa Libertadores         | 2   | 1   | 0  | 1  | 2   | 2   | 0    | FPr  |
| 2021      | Copa Sul-Americana        | 6   | 3   | 1  | 2  | 12  | 6   | +6   | FGr  |
| 2022      | Copa Libertadores         | 10  | 2   | 5  | 3  | 5   | 10  | -5   | QF   |
| 2023      | Copa Libertadores         | 6   | 2   | 1  | 3  | 7   | 6   | +1   | FGr  |
| 2023      | Copa Sul-Americana        | 8   | 4   | 2  | 2  | 7   | 6   | +1   | SF   |
| 2024      | Copa Sul-Americana        | 12  | 7   | 2  | 3  | 25  | 9   | +16  | SF   |
| 2025      | Copa Libertadores         | 4   | 2   | 1  | 1  | 6   | 6   | 0    | FPr  |
| 2025      | Copa Sul-Americana        | 6   | 2   | 2  | 2  | 5   | 5   | 0    | FGr  |
| Total     | Total                     | 252 | 117 | 64 | 69 | 392 | 260 | +132 |      |

### Por competição
| Competição                   | Participações | J   | V   | E  | D  | GM  | GS  | DG   | F | FG | FP |
| ---------------------------- | ------------- | --- | --- | -- | -- | --- | --- | ---- | - | -- | -- |
| Mundial de Clubes da FIFA    | 2             | 6   | 4   | 2  | 0  | 8   | 2   | +6   | 2 | 2  | 0  |
| Copa Libertadores da América | 18            | 142 | 70  | 34 | 38 | 229 | 139 | +90  | 1 | 1  | 0  |
| Copa Sul-Americana           | 10            | 62  | 27  | 19 | 16 | 84  | 57  | +27  | 0 | 0  | 0  |
| Recopa Sul-Americana         | 1             | 2   | 2   | 0  | 0  | 4   | 1   | +3   | 1 | 1  | 0  |
| Copa Mercosul                | 4             | 30  | 9   | 6  | 15 | 40  | 43  | -3   | 0 | 0  | 0  |
| Copa Conmebol                | 2             | 10  | 5   | 3  | 2  | 27  | 18  | +9   | 0 | 0  | 0  |
| Total                        | 37            | 252 | 117 | 64 | 69 | 392 | 260 | +132 | 4 | 4  | 0  |

### Finais
Os jogos vencidos após o tempo regulamentar (90 minutos de jogo), prolongamento (pro) ou uma disputa de grandes penalidades (pen) são destacados em verde. Empate é destacado em amarelo
| 14 de janeiro de 2000 Copa do Mundo de Clubes da FIFA | Corinthians | 0–0 (pro.) (4–3 pen.)                        | CR Vasco da Gama | Rio de Janeiro, Brasil                                             |  |
| 20:00 BRST (UTC-2)                                    |             | Relatório                                    |                  | Estádio: Estádio do Maracanã Público: 73 000 Árbitro: NED Dick Jol |  |
|                                                       |             | Penalidades                                  |                  |                                                                    |  |
| Rincón Fernando Baiano Luizão Edu Marcelinho          |             | Romário Alex Oliveira Gilberto Viola Edmundo |                  |                                                                    |  |

| 27 de junho de 2012 Copa Libertadores da América (Jogo de ida) | CA Boca Juniors | 1–1       | Corinthians   | Buenos Aires, Argentina                                           |  |
| 21:50 (UTC-3)                                                  | Roncaglia 72'   | Relatório | Romarinho 84' | Estádio: Estádio La Bombonera Público: Árbitro: CHI Enrique Osses |  |

| 4 de julho de 2012 Copa Libertadores da América (Jogo de volta) | Corinthians      | 2–0 (3-1 agr.) | CA Boca Juniors | São Paulo, Brasil                                                       |  |
| 21:50 (UTC-3)                                                   | Emerson 53', 72' | Relatório      |                 | Estádio: Estádio do Pacaembu Público: 37 959 Árbitro: COL Wilmar Roldán |  |

| 16 de dezembro de 2012 Copa do Mundo de Clubes da FIFA | Corinthians  | 1–0 (3 pen.) | Chelsea FC | Yokohama, Japão                                                                      |  |
| 19:30 JST (UTC+09:00)                                  | Guerrero 69' | Relatório    |            | Estádio: Estádio Internacional de Yokohama Público: 68 275 Árbitro: TUR Cüneyt Çakır |  |

| 3 de julho de 2013 Recopa Sul-Americana (Jogo de ida) | São Paulo FC | 1–2       | Corinthians                       | São Paulo, Brasil                                                        |  |
| 21:50 (UTC-3)                                         | Aloísio 46'  | Relatório | Guerrero 28' · Renato Augusto 75' | Estádio: Estádio do Morumbi Público: 31 691 Árbitro: BRA Ricardo Marques |  |

| 17 de julho de 2013 Recopa Sul-Americana (Jogo de volta) | Corinthians                | 2–0 (4-1 agr.) | São Paulo FC | São Paulo, Brasil                                                        |  |
| 21:50 (UTC-3)                                            | Romarinho 35' · Danilo 68' | Relatório      |              | Estádio: Estádio do Pacaembu Público: 36 294 Árbitro: BRA Paulo Oliveira |  |

## Títulos
| Competição                      | Títulos | Anos       |
| ------------------------------- | ------- | ---------- |
| Copa do Mundo de Clubes da FIFA | 2       | 2000, 2012 |
| Copa Libertadores da América    | 1       | 2012       |
| Recopa Sul-Americana            | 1       | 2013       |